# Fermín López
Fermín López Marín, ou simplesmente Fermín López (El Campillo, 11 de maio de 2003) é um futebolista espanhol que atua como meio-campista. Atualmente joga no Barcelona.

## Carreira

### Anos iniciais
Nascido em El Campillo em Huelva, na Andaluzia, López começou a jogar futebol no clube local El Campillo, e seguiu com uma passagem pelo Recreativo de Huelva antes de se transferir para o Betis em 2012. No verão de 2016 chegou a La Masia para integrar a equipe infantil "A" do Barcelona.

### Barcelona

#### Empréstimo para Linares
Em 19 de agosto de 2022, López assinou um contrato profissional com o Barcelona B por dois anos até 2024, e imediatamente foi emprestado ao Linares, que jogava a Primera Federación, para a temporada 2022–23. Ele fez sua estreia na equipe nove dias depois, começando com uma vitória em casa por 2 a 0 sobre o Mérida AD. Marcou seu primeiro gol como profissional em 30 de outubro de 2022, em uma vitória fora de casa por 2 a 1 sobre o Fuenlabrada, terminando a temporada com 12 gols em 40 partidas no total, sendo titular indiscutível do Linares.

#### Retorno do Empréstimo
Depois de fortes atuações nos treinos com o Barcelona antes da pré-temporada, López foi convocado para a equipe principal da pré-temporada em julho de 2023, realizada nos Estados Unidos. Estreou no time titular do Barça na derrota por 5 a 3 no amistoso contra o Arsenal. Ele recebeu reconhecimento internacional após um ótimo desempenho em 29 de julho de 2023, ao marcar um gol e dar uma assistência na vitória por 3 a 0 no amistoso contra o rival Real Madrid. Após o jogo, Xavi confirmou que Fermín permaneceria na equipe principal na temporada 2023-24.
Em 27 de agosto de 2023, López fez sua estreia na La Liga pelo Barcelona na vitória por 4 a 3 fora de casa sobre o Villarreal. Dois dias depois, assinou novo contrato com o clube até 30 de junho de 2027, com cláusula de rescisão de 400 milhões de euros. No dia 10 de setembro, Fermín faria sua estreia oficial no Barcelona B após receber permissão de Xavi para jogar por eles. Ele foi expulso depois de receber o segundo cartão amarelo na derrota fora de casa por 1 a 0 para o Gimnàstic de Tarragona. Fermín regressaria mais tarde à equipa principal e estreou na Liga dos Campeões da UEFA em 19 de setembro, saindo do banco para substituir Gavi, aos 13 minutos do segundo tempo da vitória em casa por 5-0 sobre o Antwerp na fase de grupos da competição. Uma semana depois, em uma partida fora de casa contra o Mallorca, ele marcou seu primeiro gol pelo Barcelona e seu primeiro gol na La Liga: depois de entrar como reserva aos 19 minutos minutos do segundo tempo, com o Barça perdendo por 2 a 1, ele marcou o empate aos 75 minutos, estabelecendo o placar final em 2 a 2.
Em 25 de outubro de 2023, Fermín marcou um gol sobre o Shakhtar Donetsk, na vitória por 2 a 1 válido pela Liga dos Campeões, no qual também foi eleito o melhor jogador da partida. Disputando 42 partidas na temporada, sendo titular em 19 delas e jogando 1.900 minutos no total, Fermín conseguiu marcar 11 vezes nos gols rivais.
Na La Liga de 2024–25, Fermín entrou em três jogos no decorrer do segundo tempo, e estava em preparação com a Seleção sub-21 quando sofreu uma lesão muscular no reto femoral da coxa esquerda, parando por três semanas.
No dia 31 de outubro de 2024, Fermín estendeu seu contrato com o Barcelona até 2029, com cláusula de venda de 500 milhões de euros. Em 6 de novembro de 2024, López marcou na vitória por 2–5 sobre o Estrela Vermelha, válido pela Liga dos Campeões da UEFA. Em 15 de maio de 2025, ele marcou um gol na vitória por 2 a 0 fora de casa sobre o Espanyol, garantindo o título da La Liga para seu time. Tendo já vencido a Copa del Rey e a Supercopa da Espanha, ele conquistou uma tríplice coroa nacional histórica com seu clube.

## Seleção Espanhola

### Sub-21
Em 6 de outubro de 2023, Fermín foi convocado para a Seleção Espanhola sub-21; mais tarde, ele fez sua estreia em 13 de outubro, com um empate em 0 a 0 contra a seleção sub-23 do Uzbequistão. Marcou seu primeiro gol pela equipe na vitória fora de casa por 4 a 0 sobre o Cazaquistão, em uma partida de qualificação para o Campeonato da Europa de Sub-21 de 2025, em 17 de outubro.

### Sub-23
Em julho de 2024 foi convocado por Santi Denia para os Jogos Olímpicos de Verão de 2024, realizados em Paris. Utilizou a camisa 11 no torneio. No total Fermín disputou 5 partidas como titular, e marcou 6 gols, sendo o segundo maior artilheiro do torneio, atrás do marroquino Soufiane Rahimi, Fermín e Álex Baena tornaram-se no segundo e terceiro jogadores a vencer a Euro e a medalha de ouro nos Jogos Olímpicos de Verão no mesmo ano, depois do guarda-redes francês Albert Rust.

### Principal
Em 27 de maio de 2024, Fermín foi selecionado para a seleção preliminar espanhola de 29 jogadores para a Euro de 2024. Em 5 de junho, ele estreou em uma vitória amistosa por 5 a 0 contra a Andorra no Estadio Nuevo Vivero, em Badajoz, entrando como substituto do companheiro de equipe do Barcelona, Pedri, aos 62 minutos e auxiliando no último gol do jogo por outro jogador do Barcelona, Ferran Torres. Em maio de 2024, López foi convocado entre os 26 jogadores para a seleção espanhola. A equipe venceria o torneio, com Fermín sendo um substituto praticamente não utilizado.

## Estilo de jogo
Fermín é um meio-campista enérgico e destro, que também tem versatilidade para atuar como meio-campista ofensivo. Ele é tecnicamente competente, tem ótima movimentação sem bola, é hábil na exploração de espaços e é produtivo com gols e assistências.

## Títulos
Barcelona
- Supercopa da Espanha: 2024–25[45]
- Copa del Rey: 2024–25[46]
- La Liga: 2024–25[47]

Seleção Espanhola Sub-23
- Jogos Olímpicos: 2024[48]

Seleção Espanhola
- Campeonato Europeu de Futebol: 2024[49]